# Erythrolamprus ornatus
Erythrolamprus ornatus е вид змия от семейство Смокообразни (Colubridae). Видът е застрашен от изчезване.

## Разпространение
Видът е разпространен в източните Карибски острови. Това е най-рядката змия на Земята с по-малко от 20 останали екземпляра в дивата природа.